# لینلیتگو
latitudeلینلیتگوlongitudeلینلیتگو
لینلیتگو 
(به گیلیک اسکاتلندی: Lithgae)، (به انگلیسی: Linlithgow)، یک شهرک سلطنتی در غرب لوتیان غربی، در اسکاتلند است. نام دیگر این شهرستان که لینلیتگوشایر است نشان‌گر سابقهٔ باستانی آن‌است. این شهر در جنوبِ دو نشان از برجسته‌ترین نشانه‌ها: کاخ لینلیتگو، و دریاچهٔ لینلیتگو، و در شمالِ کانال یونیون (اتحاد) قرار دارد.
قدیس حامی شهر لینلیتگو قدیس مایکل است، او با شعار مایکل مقدس با ناآشنایان مهربان‌است پشتیبان این شهر است.